# Іван Баранчик
Іван Баранчик (нар. 24 січня 1993, Амурськ, Росія) — білоруський професійний боксер, чемпіон світу за версією IBF (2018—2019) в першій напівсередній вазі.

## Аматорська кар'єра
Іван Баранчик народився в Росії, а в малому віці переїхав до Білорусі, де з дванадцяти років і розпочав займатися боксом.
2009 року став чемпіоном світу серед юніорів.
2011, 2012 та 2013 року був чемпіоном Білорусі у легкій вазі.
На чемпіонаті Європи 2011 переміг двох суперників, а у чвертьфіналі програв Володимиру Матвійчуку (Україна).
На чемпіонаті світу 2011 програв в першому бою.

## Професіональна кар'єра
2014 року Іван Баранчик перейшов до професійного боксу. Провівши три переможних боя у Білорусі, підписав контракт з американською промоутерською компанією. В США здобув 15 перемог і, демонструючи жорсткий стиль боксу, отримав прізвисько «Звір» (англ. The Beast). Серед переможених ним суперників семеро до того не знали поразок.

### World Boxing Super Series 2018—2019
Завдяки своїм успіхам Іван Баранчик потрапив до складу учасників Всесвітньої боксерської суперсерії у першій напівсередній вазі. 27 жовтня 2018 року у чвертьфіналі турніру WBSS Баранчик зустрівся з Ентоні Їгітом (Швеція). Поєдинок, на кону якого був титул чемпіона світу за версією IBF, рефері зупинив наприкінці сьомого раунду через жахливу травму ока у Їгіта, спровоковану влучаннями Івана.
В півфінальному бою 18 травня 2019 року Баранчик програв за очками непереможному шотландцю Джошу Тейлору і вибув з турніру.
5 жовтня 2019 року Іван Баранчик в бою проти Габріеля Брасеро (США) технічним нокаутом завоював титул інтерконтинентального чемпіона за версією WBA.

### Баранчик проти Сепеди
3 жовтня 2020 року в бою за статус офіційного претендента на титул чемпіона в першій напівсередній вазі за версією WBC Іван Баранчик зустрівся з американцем Хосе Сепедою. З першого ж раунду бійці почали демонструвати жорсткий бокс з безліччю потужних ударів. За 5 раундів кожен з бійців по чотири рази побував в нокдауні. Але в кінцівці п'ятого раунду Сепеда надпотужним лівим хуком відправив Баранчика в глибокий нокаут.
Підводячи підсумки 2020 року журнал Ринг визнав поєдинок Сепеда — Баранчик «Боєм року».
29 серпня 2021 року Іван Баранчик провів черговий бій проти американця Монтани Лава і, діючи у звичній розмашистій манері, програв бій після важкого нокдауну у сьомому раунді та відмови від продовження бою у перерві після нього.